# Berwick St James
Berwick St James est une paroisse civile et un village du Wiltshire, en Angleterre.